# Vianne
Vianne (en occitano, Viana) es una comuna francesa situada en el departamento de Lot y Garona, en la región de Nueva Aquitania.

## Demografía
| 1098 | 1107 | 1143 | 1250 | 1336 | 1224 | 988 |
| Para los censos de 1962 a 1999 la población legal corresponde a la población sin duplicidades (Fuente: INSEE [Consultar]) |      |      |      |      |      |     |